# Chiesa della Dedicazione di San Michele Arcangelo (Ledro)
La chiesa della Dedicazione di San Michele Arcangelo è la chiesa patronale di Mezzolago, frazione di Ledro, nella Valle di Ledro in Trentino. Fa parte della zona pastorale di Riva e Ledro e risale al XV secolo.

## Storia

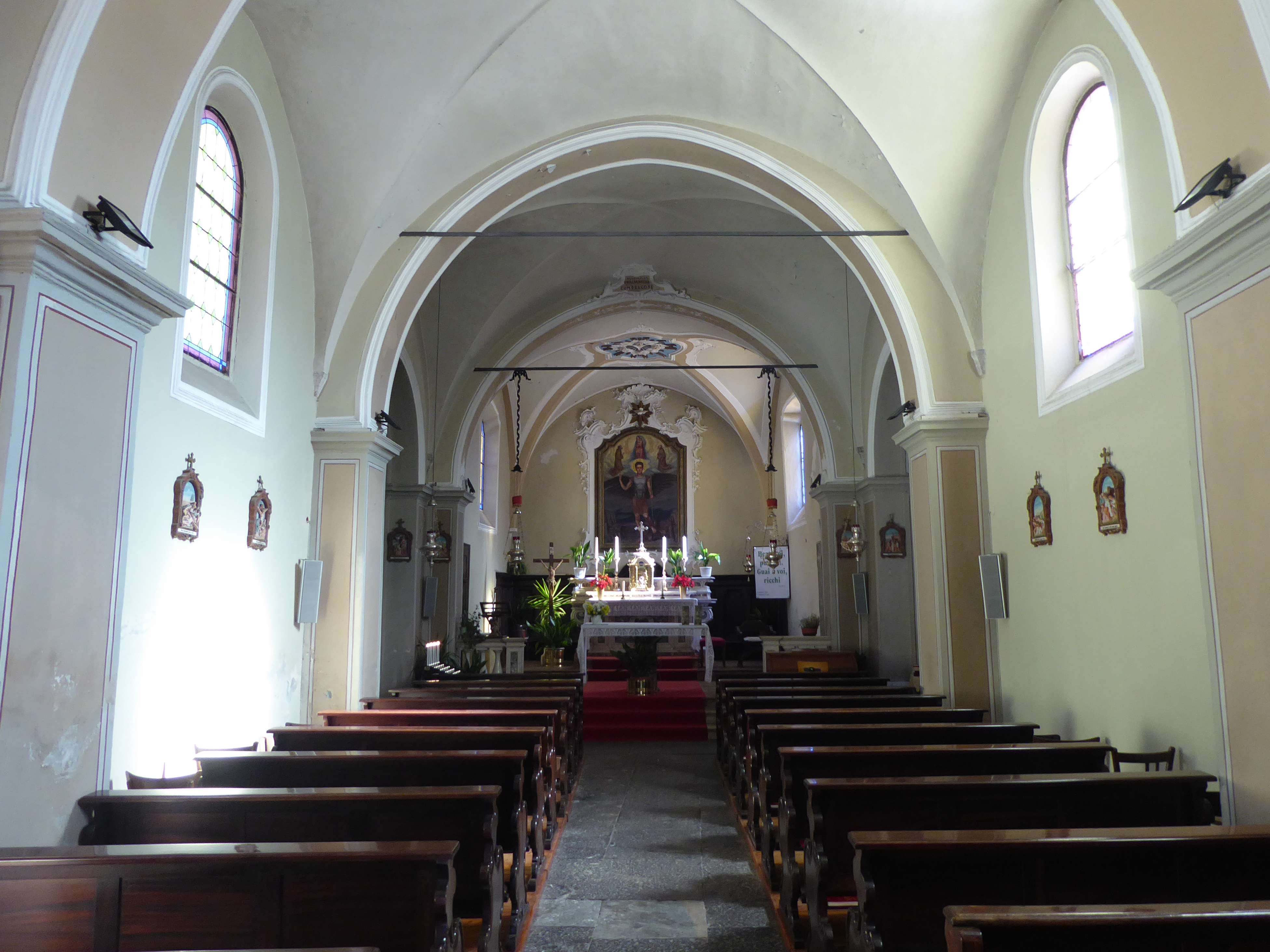
Interno della sala con la parte presbiteriale che conserva l'altare maggiore preconciliare e il nuovo altare presente dopo l'adeguamento liturgico.

La chiesa era esistente già nel XV secolo perché in tale periodo vennero decorati ad affresco gli esterni. L'immagine che raffigura San Cristoforo e dipinta sul lato sud fu menzionata in occasione della visita pastorale che vi effettuò Bernardo Clesio nel 1537.
Attorno al 1580 erano certamente presenti due altari laterali e si aggiunsero due cappelle, determinando rimaneggiamenti all'immagine di San Cristoforo esterna.
Nuovi lavori di ampliamento e restauro si ebbero tra il 1633 ed il 1671, nel 1864 e tra il 1894 ed il 1904.

## Descrizione

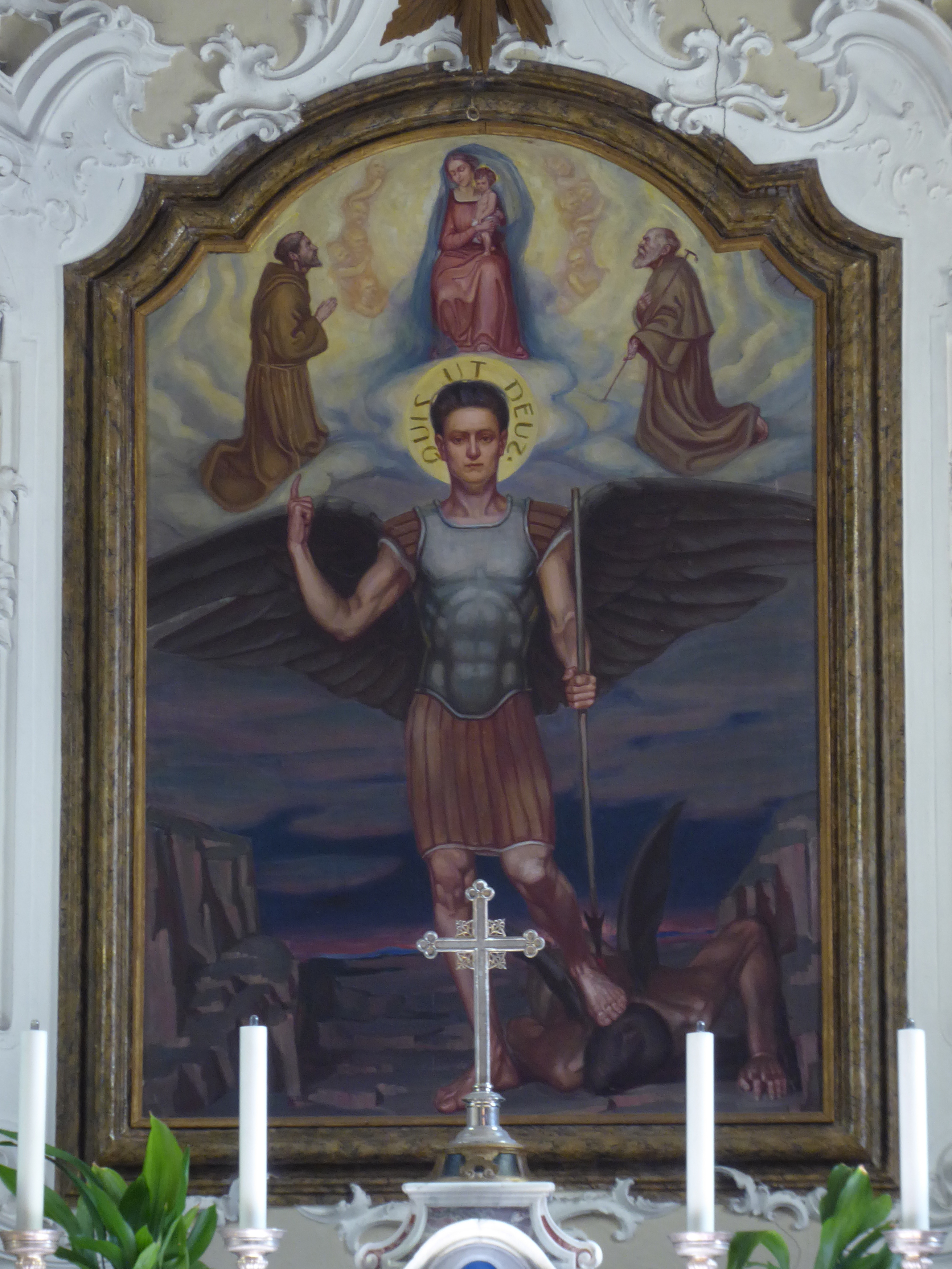
La pala d'altare che raffigura l'arcangelo Michele mentre schiaccia Satana

### Esterni
La facciata a capanna è molto semplice, a due spioventi con portale architravato e oculo superiore in asse. La torre campanaria si trova in posizione arretrata sulla sinistra ed è intonacata con bugnato. La cella campanaria è ampia, con monofore.

### Interni
La navata interna è unica con due cappelle laterali. Le decorazioni della sala sono di Matteo Orsingher, di Bezzecca, e nella chiesa inoltre si conserva il dipinto raffigurante il Sacro Cuore di Gesù e di Maria attribuito a Giuseppe Craffonara